# Pintor de Micali

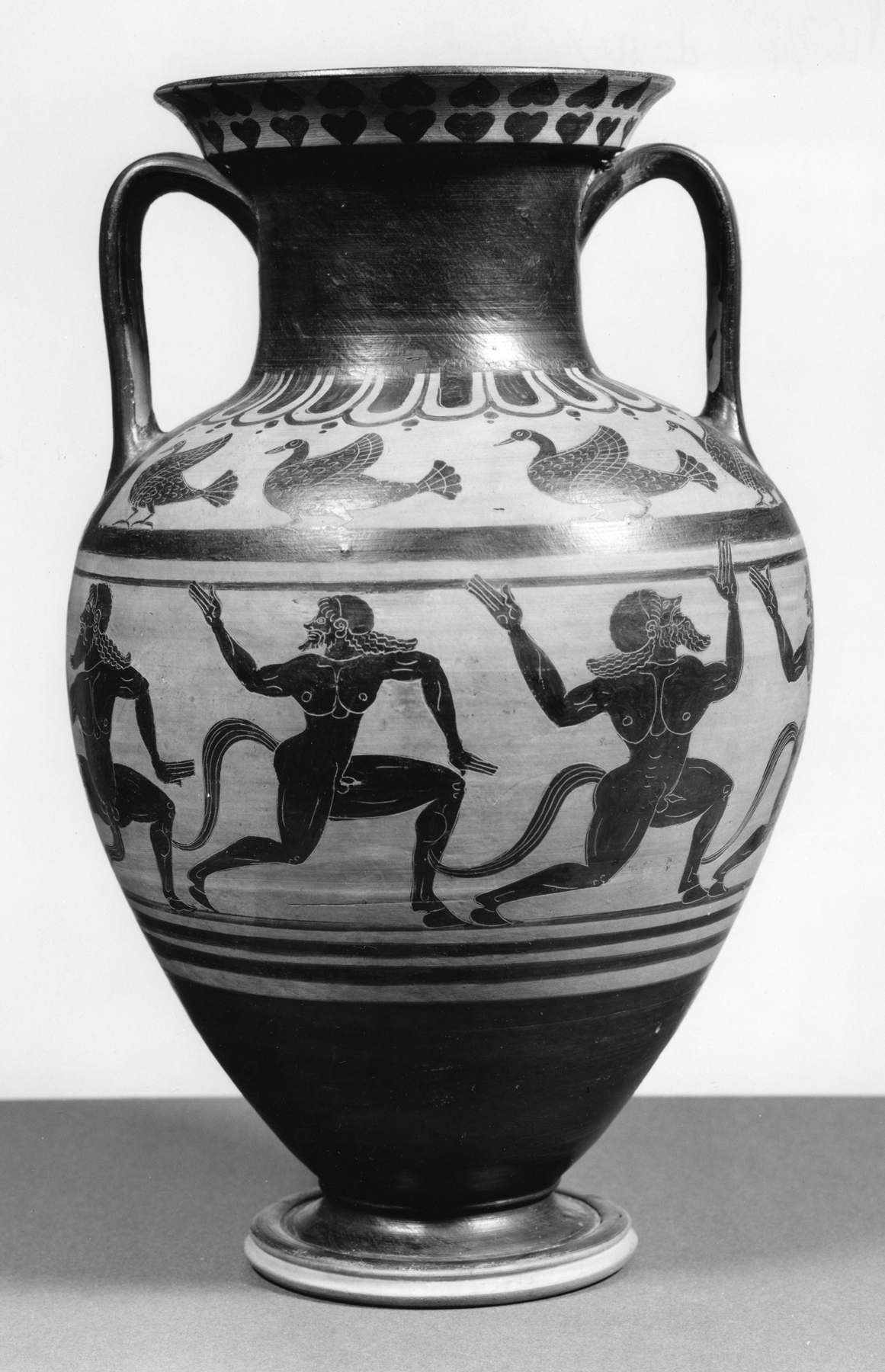
Ánfora atribuida al taller del pintor de Micali.

Pintor Micali es el nombre convenido de un pintor etrusco de figuras negras que trabajó en Vulci alrededor del 525-480 a. C.
El pintor lleva el nombre del arqueólogo italiano Giuseppe Micali, que fue el primero en ensamblar algunos de los vasos del pintor.
Su tipo de vaso predilecto era el ánfora de cuello. Él y sus alumnos pintaron unos 200 vasos diferentes.
Sus vasos son mayoritariamente ánforas, de un tipo derivado de la cerámica calcidea, pero también hay ejemplos de hibridez, como el Ánfora 867 de Múnich, que se califica entre un ánfora panzuda y un ánfora de cuello estrecho. Experimentó con prototipos griegos de hidrias. En su producción están los estamnos, copas de dos asas de estilo ático e incluso una crátera con columnas.
El Pintor de Micali era originario de Jonia y tenía un taller en Vulci. Pintó principalmente criaturas míticas aladas como sirenas, esfinges o pegasos, así como adornos. Los motivos son principalmente escenas de lucha. Sus figuras son consideradas expresivas en sus gestos. Sus primeras obras ornamentales están bajo la influencia de la pintura de vasos jónicos, más tarde predomina la influencia de la cerámica ática. Las obras hasta principios del siglo V a. C. se han atribuido al taller del pintor Micali, pero no se pueden relacionar con su maestro en términos de nivel artístico. Sus últimas producciones están relacionadas con el Pintor de Ticio. Los sucesores del Pintor de Micali continuaron  el taller hasta el siglo V a. C.

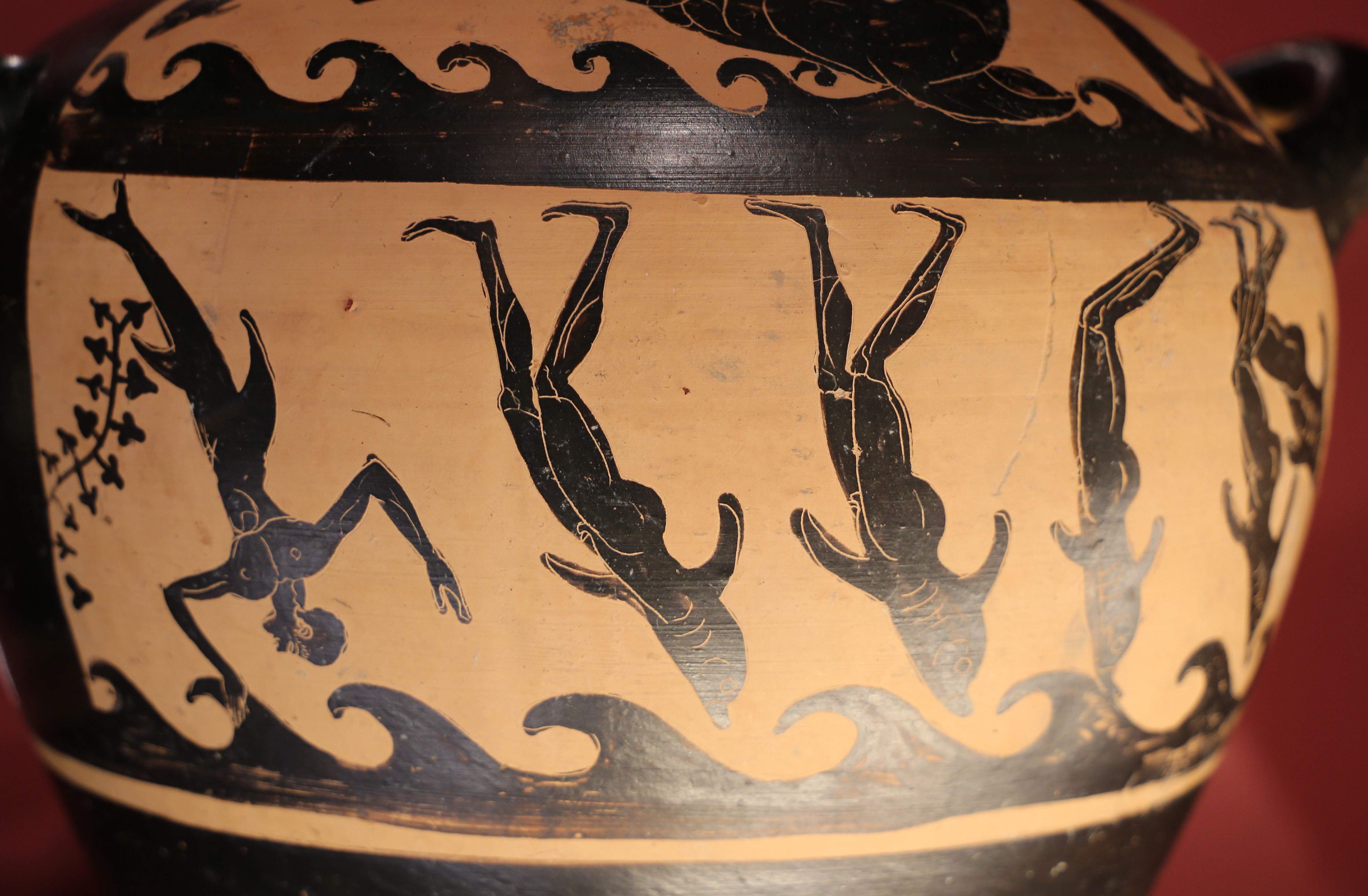
Piratas saltando al mar se transforman en delfines. Detalle de una hidria pintada en blanco y negro por el Pintor de Micali, c. 510-500 a. C.
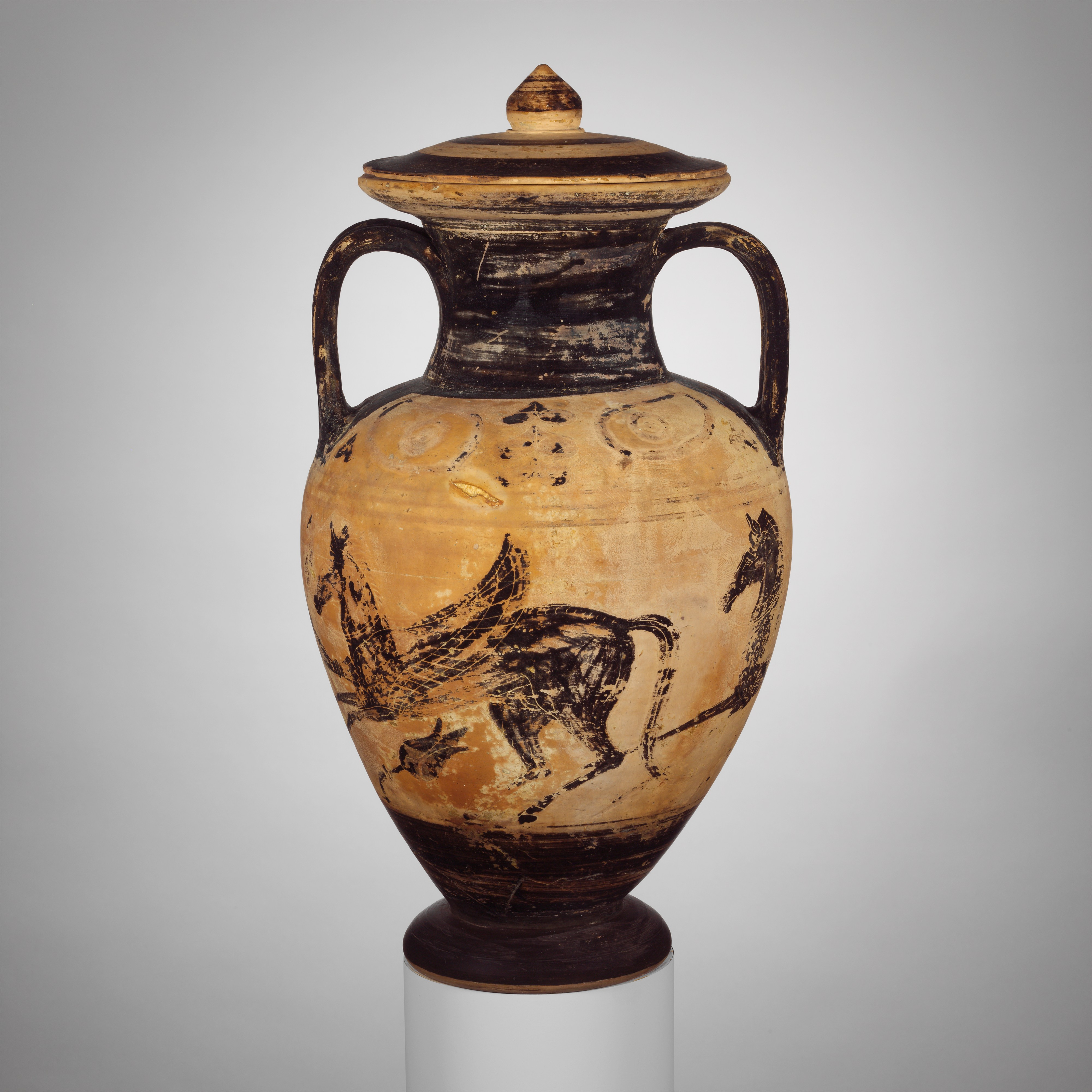
Ánfora, c. 525–500 a. C.
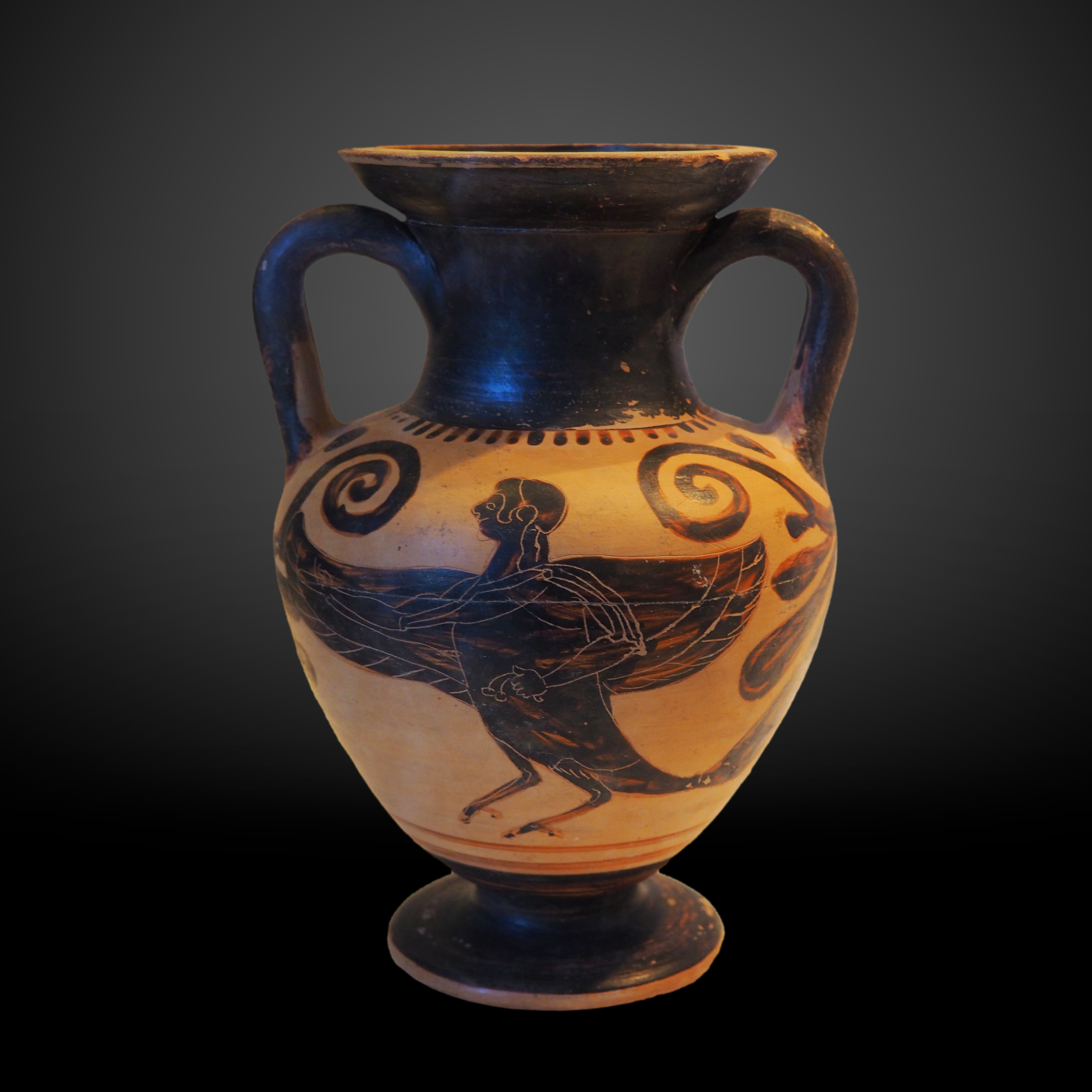
Ánfora, c. 525–500 a. C.
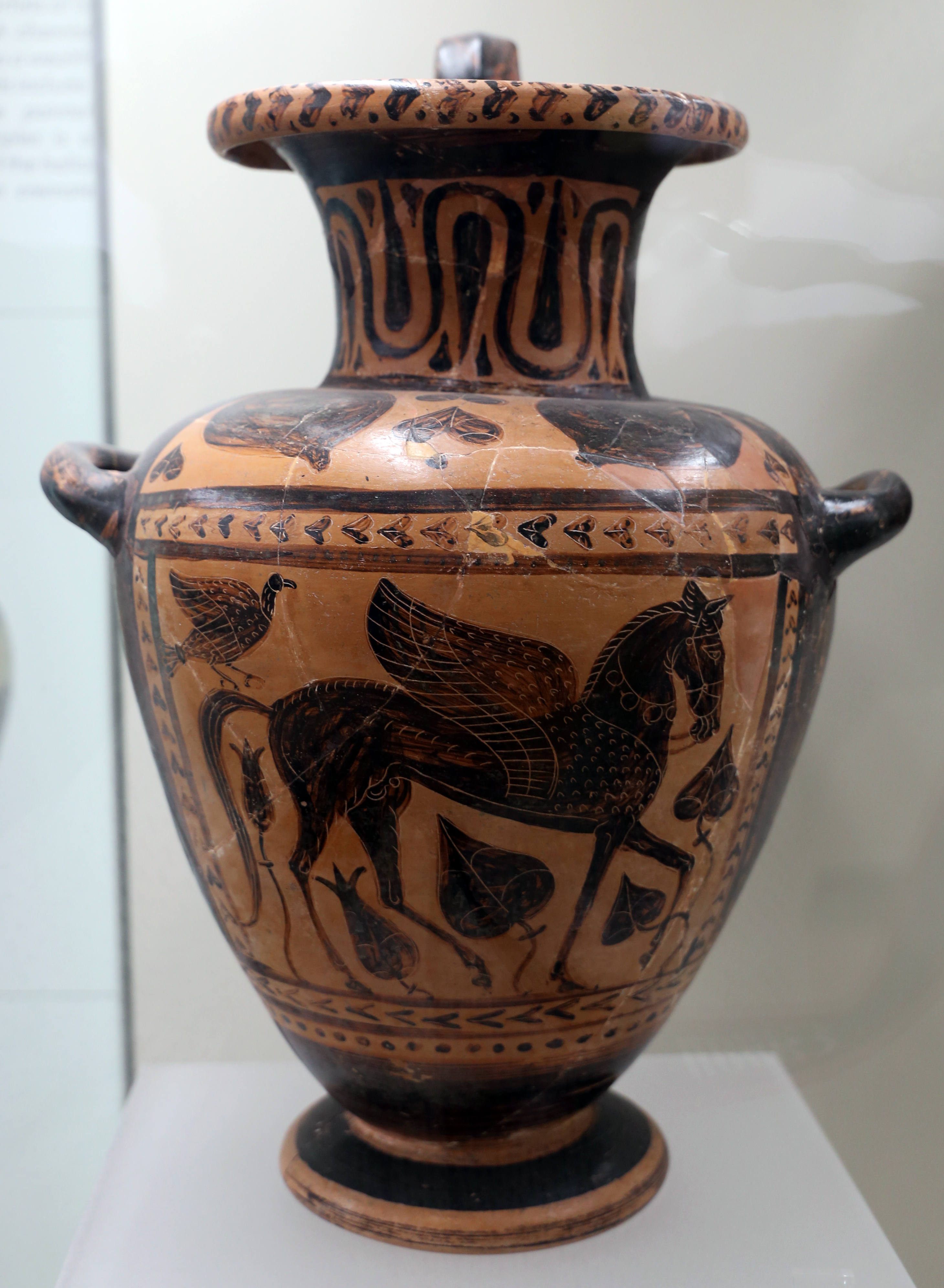
Hidria, c. 520–510 a. C.
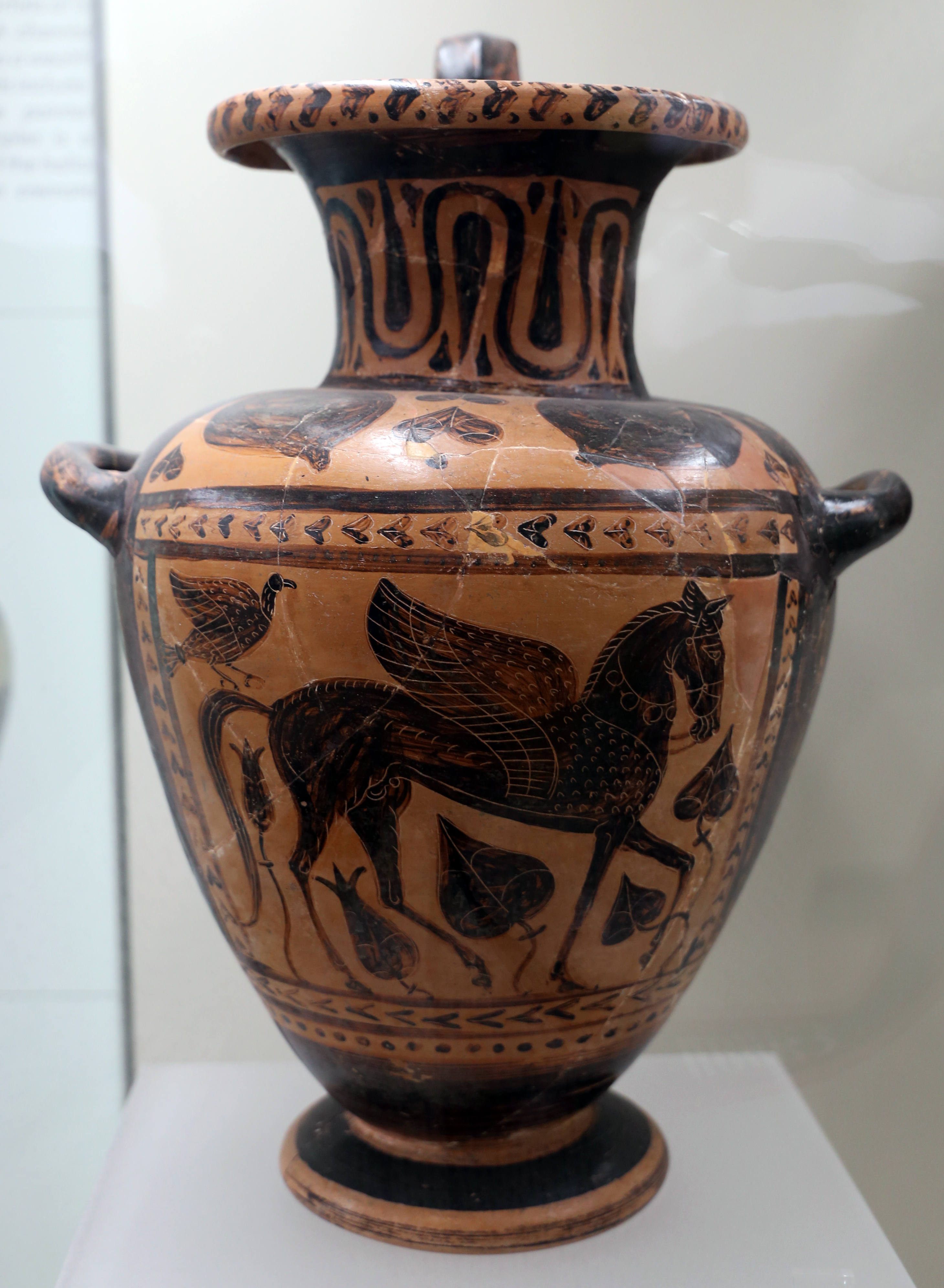
Hidria, c. 520–510 a. C.
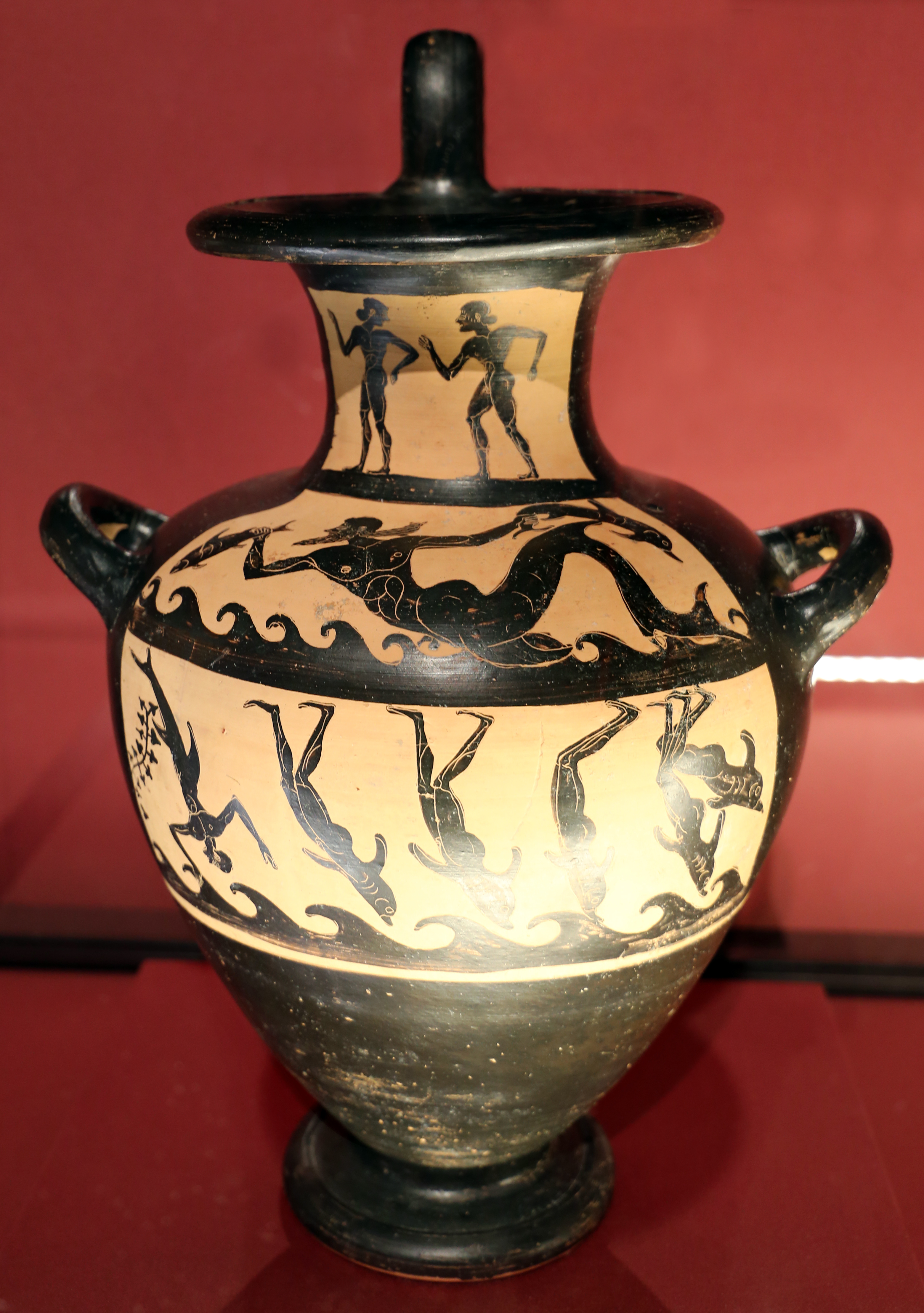
Hidria, c. 510–500 a. C.